# Simon Holmes à Court
Simon Holmes à Court (né le 30 mai 1972) est un homme d'affaires et militant politique australien. Il est le fils du premier milliardaire australien Robert Holmes à Court (en) et animateur de Climate 200 (en), un organisme finançant les « indépendantes bleu sarcelle » (Teal Independents).
Il est également conseiller du Climate and Energy College de l'université de Melbourne, en tant que directeur du Smart Energy Council et de l'Australian Environmental Grant-makers Network.

## Jeunesse
Holmes à Court est né en mai 1972. Il est le fils de l'homme d'affaires australien d'origine sud-africaine Robert Holmes à Court (qui est le premier milliardaire australien) et de la femme d'affaires (et présidente de la holding familiale Heytesbury (en)), Janet Holmes à Court (en).
Holmes à Court grandit à Perth, mais lui et ses frères et sœurs sont envoyés à Victoria en pension à la Geelong Grammar School. Il commence un diplôme en arts / droit à l'université d'Australie-Occidentale, où il s'engage dans le syndicalisme étudiant pendant quelques années. Il déménage ensuite en Malaisie pour travailler pour le John Holland Group (en), qui fait partie de la holding familiale, sur des projets informatiques. Holmes à Court part ensuite aux États-Unis pour étudier les sciences cognitives et l'informatique au Dartmouth College.

## Carrière
Après avoir obtenu son diplôme, Holmes à Court travaille pendant cinq ans dans la Silicon Valley, notamment pour Netscape, avant de retourner en Australie en 2001. Il commence alors à travailler pour Heytesbury où il tente d'améliorer la rentabilité de leurs huit élevages de bovins dans le Territoire du Nord. Il crée ensuite Observant, une entreprise destinée à développer des systèmes de surveillance à distance de l'eau et d'autres produits.
Holmes à Court est un participant actif dans la création du premier parc éolien communautaire du pays, Hepburn Wind (en), près de Daylesford dans le centre de l'État de Victoria.

## Politique

### Kooyong 200 et querelle avec Josh Frydenberg
Holmes à Court est un soutien financier et membre du comité de levée de fonds Kooyong200 du député fédéral libéral Josh Frydenberg. Il en est exclu par Frydenberg en 2018 après avoir écrit un éditorial dans le journal Guardian Australia (en) où il soutenait la fermeture de la centrale électrique à charbon de Liddell de la compagnie de distribution d'énergie AGL.
Plus tard en 2019, Holmes à Court est expulsé du Polo Club Geebung lors d'une journée de rencontre avec le candidat Frydenberg.
Frydenberg critique Holmes à Court pour avoir passé une grande partie des confinements liés à la Covid-19 dans sa ferme de Daylesford avec sa famille. Holmes à Court répond en disant : « Je ne comprends même pas son approche... deux membres de ma famille étaient gravement malades, c'était le moment le plus merdique de tous les temps, donc Josh peut se faire foutre, excusez-moi. Ce n'était pas du tout un moment agréable. Il ne me connaît pas.

### Climat 200
Dans la perspective des élections fédérales australiennes de 2019, il crée Climate 200, un organisme de financement politique qui lève près d'un demi-million de dollars pour la campagne. Ces financements conduisent à l'élection de Zali Steggall, de Helen Haines (en) et à la réélection de Rebekha Sharkie.
Holmes à Court commence à obtenir une plus grande couverture médiatique avec Climate 200 avant les élections fédérales australiennes de 2022. Le 14 octobre 2021, il apparait dans l'émission Q+A (en) aux côtés du député libéral Tim Wilson (en), du député travailliste Chris Bowen (en), d'Amelia Telford (directrice du SEED Indigenous Youth Climate Network) et d'Anne Baker (maire du conseil régional d'Issac).
Les candidates qu'il soutient financièrement sont désignées comme les indépendantes bleu sarcelle (« Teal Independents ») en raison de leur positionnement plutôt libéral, et de la couleur qu'elles affichent généralement, mais sans exclusive, dans leur matériel de campagne, les points communs de leurs revendications électorales étant la lutte contre le réchauffement climatique, contre la corruption et en faveur de l'égalité des genres.

### Critiques
Holmes à Court est critiqué en avril 2019 pour avoir qualifié la sénatrice Jane Hume (en) de « garce » .
Il est décrit par Warren Mundine comme un  « Clive Palmer de gauche » et  « l'un de ces sales enfants gâtés qui pensent qu'ils ... influencent les élections en dépensant des millions et des millions de dollars ».
Certains prétendent que Holmes à Court et sa famille pourraient tirer profit d'un « boom potentiel de l'énergie propre ».
Le député libéral Jason Falinski (en) affirme que Holmes à Court « tente de prendre le contrôle du Parlement avec de l'argent » et qu'il « traite les Australiens comme si leur vote était à vendre ».
En mai 2022, le chef du parti TNL (en), Victor Kline, accuse Holmes à Court de l'avoir intimidé pour qu'il abandonne en tant que candidat fédéral le siège de North Sydney. Le lendemain, Holmes à Court est de nouveau accusé d'intimidation par la militante climatique britannique Zion Lights .

## Vie privée
Holmes à Court est marié à Katrina Holmes à Court (née von Möller) qui est la sœur du réalisateur australien Karl von Möller (en). Ils ont quatre enfants.